# Forêt rare de la Rivière-Madawaska
La forêt rare de la Rivière-Madawaska est un écosystème forestier exceptionnel situé à Dégelis au Québec (Canada). Elle protège une pinède blanche à érable à sucre. La présence de pins blancs est considérée comme rare à l'est du Québec.

## Toponymie
Le nom de la forêt vient de la rivière Madawaska  qui coule à proximité. Bien que d'origine malécite, la signification de « Madawaska » est incertaine au nombreuses transformations que le nom a subi. Sa signification la plus probable serait : « il y a des herbes au confluent des cours d'eau ».

## Géographie
La forêt rare de la Rivière-Madawaska est située au sud-est de Dégelis, sur la rive gauche de la rivière Madawaska. Elle a une superficie de 38 ha.
Elle est située sur un dépôt de till bien drainé orienté vers le sud-est. Le climat est frais et les précipitations sont abondantes. Le cycle de feu y est plus de 200 ans, ce qui est considéré comme long.

## Flore
La forêt rare de la Rivière-Madawaska est composée principalement de pins blancs. Le pin blanc devient lors du XVIIe siècle l'une des espèces les plus convoités qui fait qu'à la fin du XIXe siècle la plupart des peuplements accessibles ont été exploités. La population de la rivière Madawaska aurait survécu grâce à un feu. Grâce à son écorce épaisse, les grand pins blancs peuvent survivre à un incendie de faible ou moyenne intensité. Ils servent alors de semencier pour une nouvelle population. Les plus grands pins blancs de la forêt ont un tronc d'un diamètre 70 cm et une hauteur de 32 m. Ils sont âgés d'environ 150 ans. On y retrouve aussi une seconde strate occupé par l'érable à sucre, l'érable rouge, le sapin baumier, l'épinette blanche et le thuya occidental. Les sapins et les thuyas ont été endommagés lors de la dernière épidémie de tordeuse des bourgeons de l'épinette, permettant au pin de conserver sa dominance. À moins qu'une perturbation la régénération forestière, la forêt devrait évoluer vers une sapinière à thuya. On y rencontre aussi quelques bouleaux jaunes et bouleaux à papier.
Les arbuste et les plantes herbacées y sont peu abondantes. On y rencontre de l'érable à épis, de l'érable de Pennsylvanie, le noisetier à long bec, l'aralie à tige nue et le maïanthème du Canada.